# Dordrecht
Dordrecht és un municipi de la província d'Holanda del Sud, al sud dels Països Baixos. L'1 de gener del 2009 tenia 118.488 habitants repartits sobre una superfície de 99,45 km² (dels quals 20,33 km² corresponen a aigua). Limita al nord amb Zwijndrecht, Papendrecht, Sliedrecht i Hardinxveld-Giessendam, a l'oest amb Binnenmaas, a l'est amb Werkendam (NB) i al sud amb Moerdijk (NB) i Drimmelen (NB).
Dordrecht és coneguda com l'antiga capital i la ciutat més antiga del comtat d'Holanda. La terra circumdant és l'origen del nom d'Holanda. Dordrecht també va ser la residència dels comtes d'Holanda durant 200 anys (1008-1203).

## Història
La primera vegada que es té constància de la ciutat és el 846, quan es diu que els vikings havien saquejat i incendiat la ciutat. Els drets de ciutat varen ser concedits per Guillem I, que era el comte d'Holanda, el 1220. Aquesta distinció estableix Dordrecht com la província més antiga de la província d'Holanda.
La ciutat va ser important durant els segles xii i xiii. Va ser coneguda principalment pel comerç de vi, fusta i cereals. La posició estratègica li va donar molta importància en el món del comerç amb tot el món conegut.
Després de la inundació de 1421, coneguda com a inundació de sant Elisabeth, la ciutat es va convertir en illa de veritat.
Als anys de 1618 i 1619 s'hi va celebrar el que es coneix com el sínode de Dort. Aquesta convenció religiosa va intentar reconciliar les diferències entre els seguidors de Jacobus Arminius i Franciscus Gomarus. El problema era la controvèrsia que envoltava la doctrina del calvinisme. El sínode finalment no va resoldre els problemes i va crear una divisió que encara es manté entre els armenianistes i els calvinistes.
Encara que la ciutat va cedir la el protagonisme econòmic Rotterdam al segle xviii, continua sent una ciutat clau per a la defensa d'Holanda. El 1940, els paracaigudistes alemanys varen caure damunt la ciutat durant la invasió dels Països Baixos. Durant aquesta guerra molts dels edificis de la ciutat van ser destruïts. Dordrecht va ser finalment alliberat per l'exèrcit canadenc al final de la guerra.

## Demografia
| Població de Dordrecht l'1 de gener de 2005 | Població de Dordrecht l'1 de gener de 2005 |
| ------------------------------------------ | ------------------------------------------ |
| Grups ètnics                               | Nombre de residents                        |
| Neerlandesos                               | 86.594                                     |
| Al·loctons occidentals                     | 11.610                                     |
| Turcs                                      | 6.113                                      |
| Magrebins                                  | 2.521                                      |
| Surinamesos                                | 2.759                                      |
| Antillans                                  | 3.199                                      |
| Altres al·lòctons no occidentals           | 6.528                                      |
| Total 01-01-2005                           | 119.324                                    |

## Centres de població
Dordrecht es divideix en 27 districtes, veïnatges i llogarets:

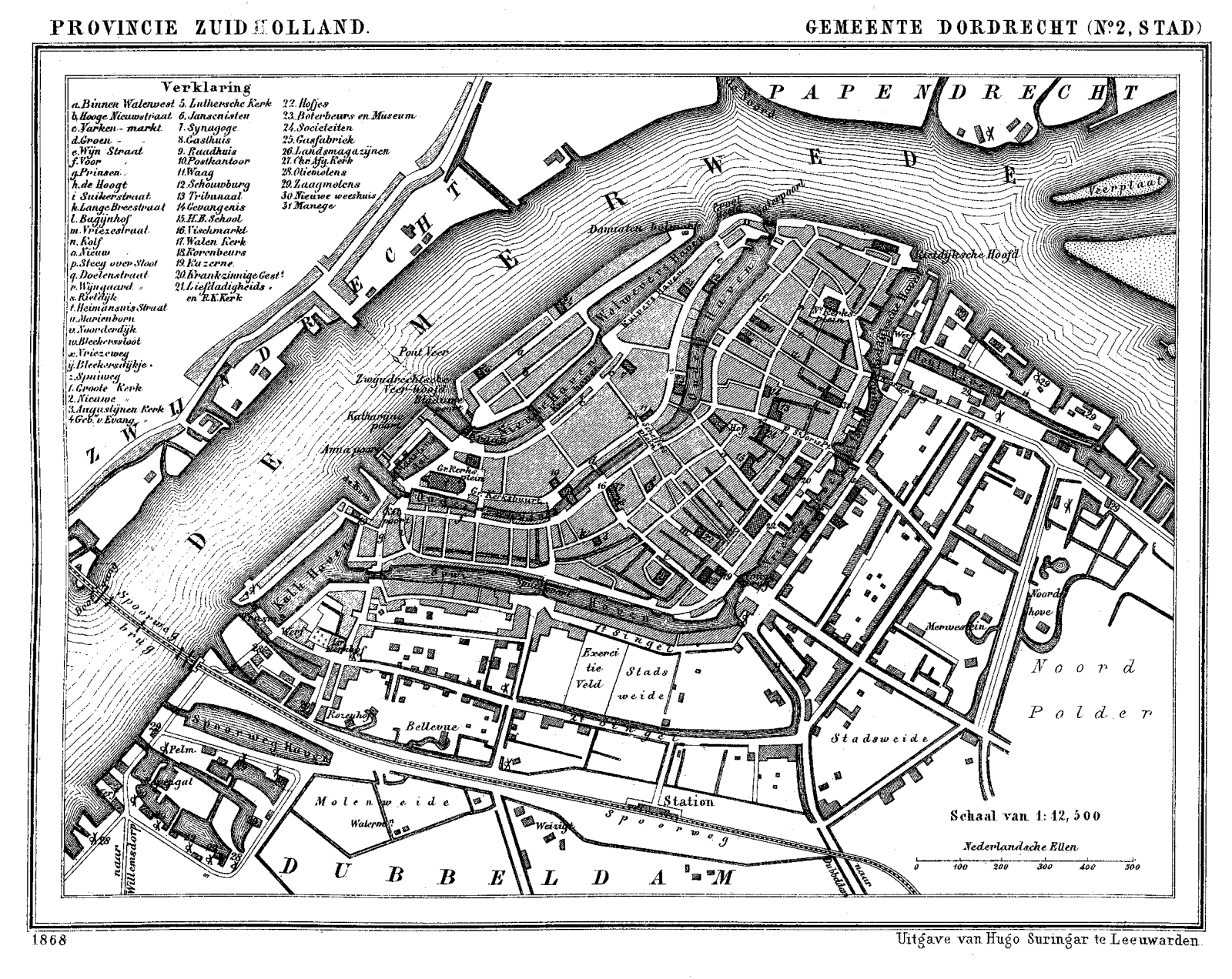
Plànol de Dordrecht el 1868

| - Binnenstad ("centre", districte 1) - Reeland (districte 2) - De Staart (districte 3) - Oud-Krispijn (districte 4) - Stadspolders (districte 5) - Wielwijk (districte 6) - Crabbehof, Zuidhoven (districte 7) - Sterrenburg (districte 8) - Dubbeldam (antiga vila, ara districte 9) - Kop van 't Land (llogaret) - Tweede Tol (llogaret) - Wieldrecht (llogaret) - Willemsdorp (llogaret) | - Noordflank - Nieuw-Krispijn - Bleyenhoek - Land van Valk - Oudelandshoek - Zeehavenlaan - Lijnbaan - Klein Dubbeldam - De Hoven - Zuidpolder - Transvaalbuurt - Indische buurt - Vogelbuurt - Van Gogh-buurt |

## Eleccions municipals
| Eleccions municipals de 2006 | Eleccions municipals de 2006 | Eleccions municipals de 2006 |
| ---------------------------- | ---------------------------- | ---------------------------- |
| Partit                       | Vots en %                    | Regidors                     |
| PvdA                         | 29,4                         | 12                           |
| VVD                          | 15,1                         | 6                            |
| BV Dordt                     | 14,9                         | 6                            |
| CDA                          | 10,5                         | 4                            |
| ChristenUnie-SGP             | 8,5                          | 3                            |
| GroenLinks                   | 7,3                          | 3                            |
| VSP                          | 6,8                          | 2                            |
| ECODORDT                     | 4,6                          | 2                            |
| D66                          | 2,9                          | 1                            |
| Participació                 | 48,6                         | 39                           |

## Llocs d'interès

### Stadhuis

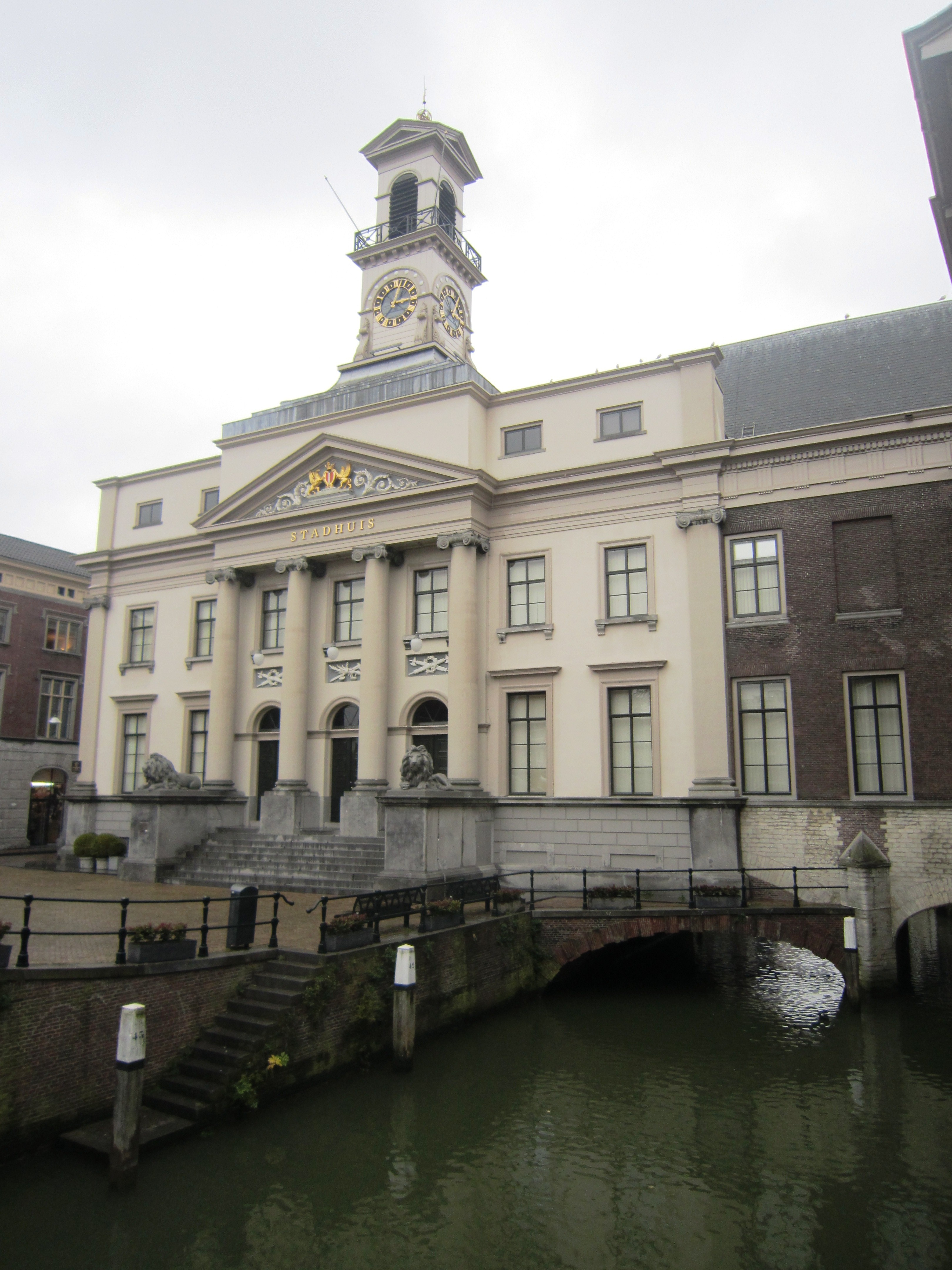
Stadhuis

La façana neoclàssica del segle xix n'amaga l'origen medieval: aquest edifici, que té un soterrani amb voltes d'aresta i el sostre amb la construcció original de fusta, va ser construït al segle xiv com a lloc d'intercanvi de mercaderies flamenques. Es va convertir en la seu de l'ajuntament l'any 1544. De l'interior cal destacar la sala de caça, la presó del segle xviii a l'àtic i la sala de noces amb pintures murals de Reinier Kennedy.

### Hofjes

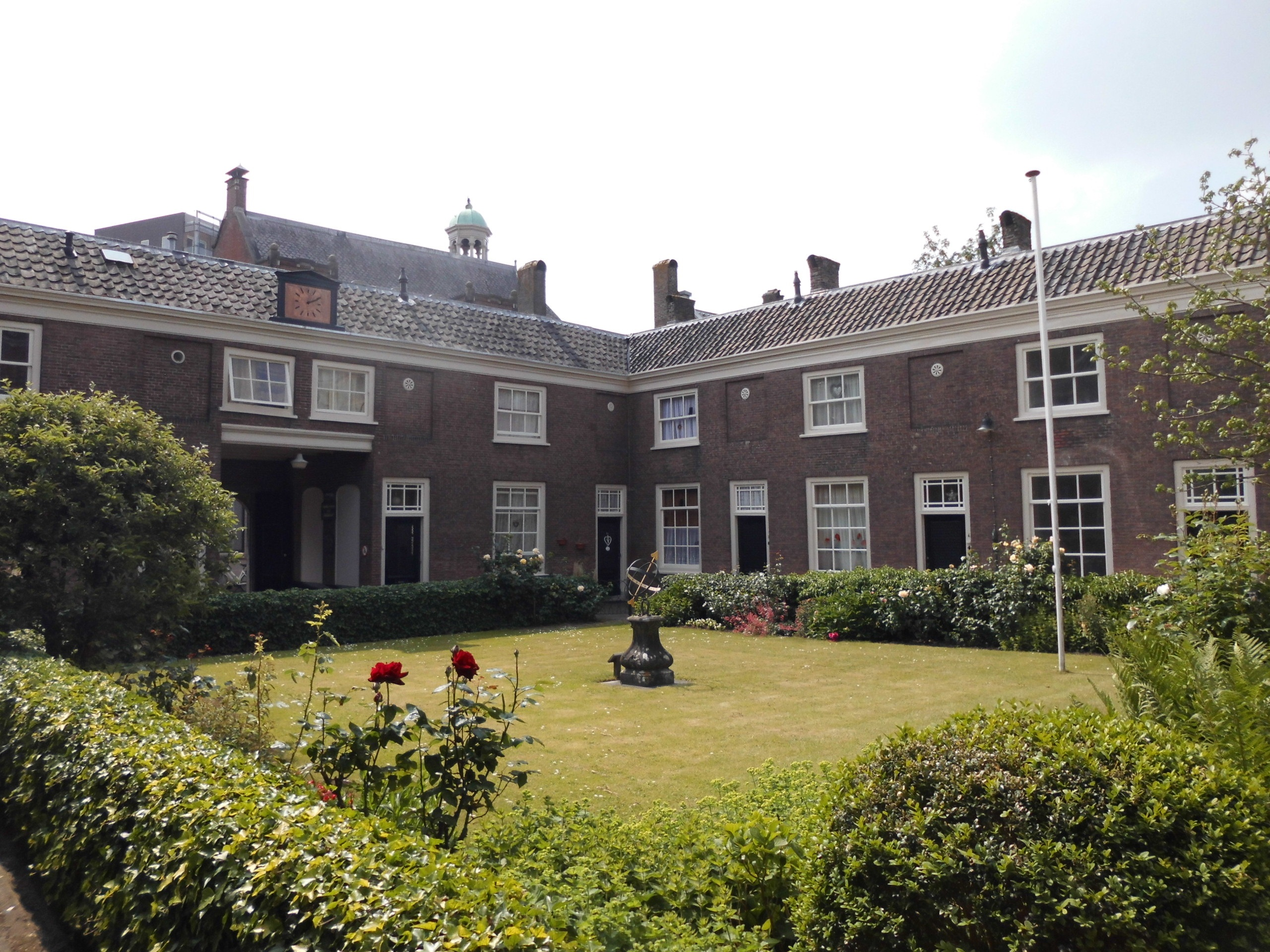
Lenghenhof

Entre els carrers Bagijnhof i Vriesestraat es troben els hofjes Regentenhof i Lenghenhof. Un hofje és un conjunt de cases construïdes al voltant d'un pati central. Aquests hofjes daten de 1755 i eren construïts per a dones pobres i estaven governats per patrons. Els més antics es troben al costat del Bagijnhof. Van ser fundats per Arend Maartenszoon el 1625. Les cases envolten un pati amb arbres centenaris i un pou d'aigua i ara són ocupats per homes i dones.

### Dordts Patriciërshuis

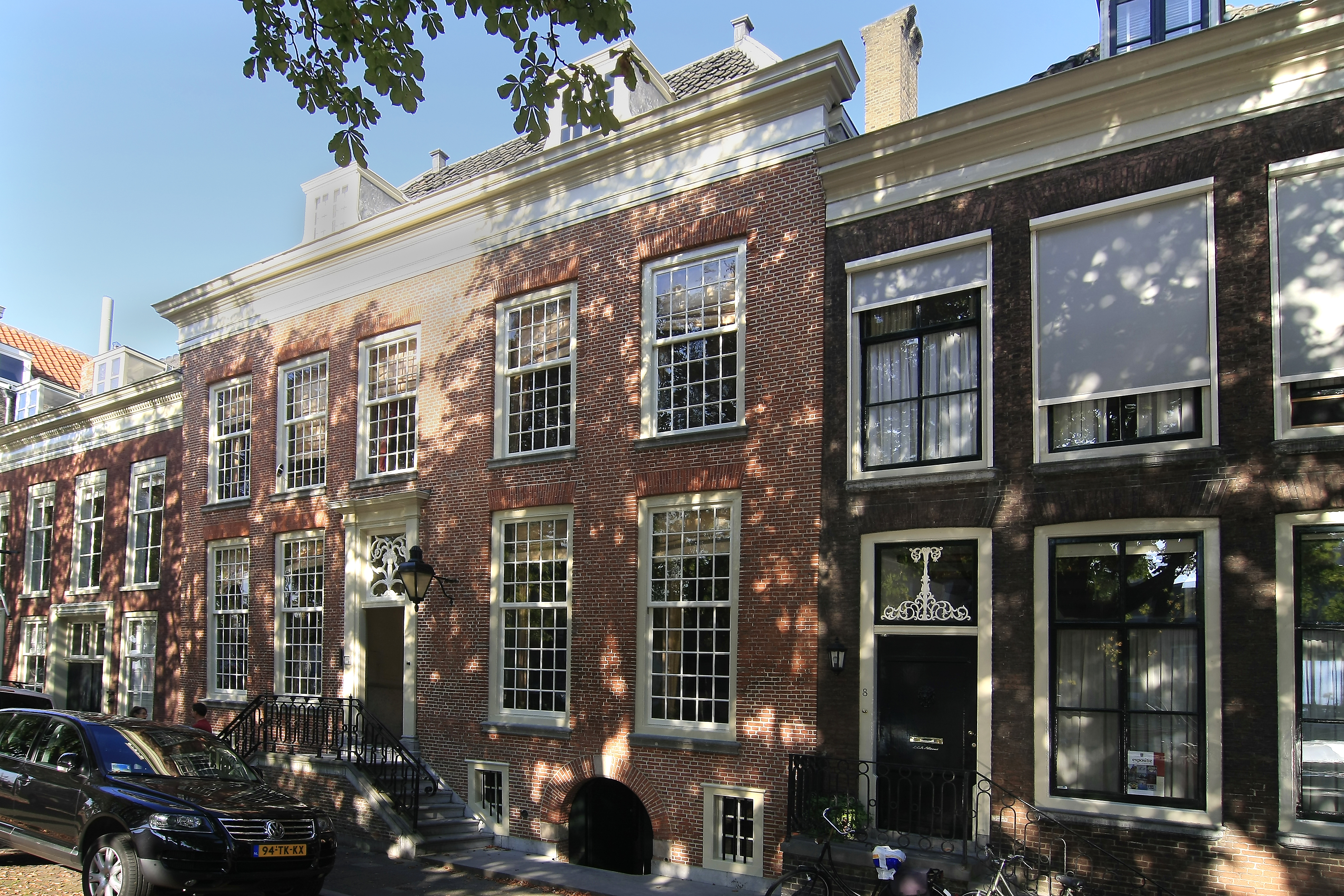
Dordts Patriciërshuis

Dordts Patriciërshuis, Museum aan de Maas, és una mansió burgesa i museu sobre el riu Mosa. Aquí es pot fer marxa enrere en el temps i experimentar com vivia una família burgesa a Dordrecht al final del segle xviii. Hi ha mobles i vestits d'estil Lluís XVI i dibuixos i pintures decoren les sales d'època en aquesta històrica mansió. Des de la sala circular Maas (Mosa), es té una vista única dels rius Oude Maas, Noord i Merwede.

### Munt van Hollant

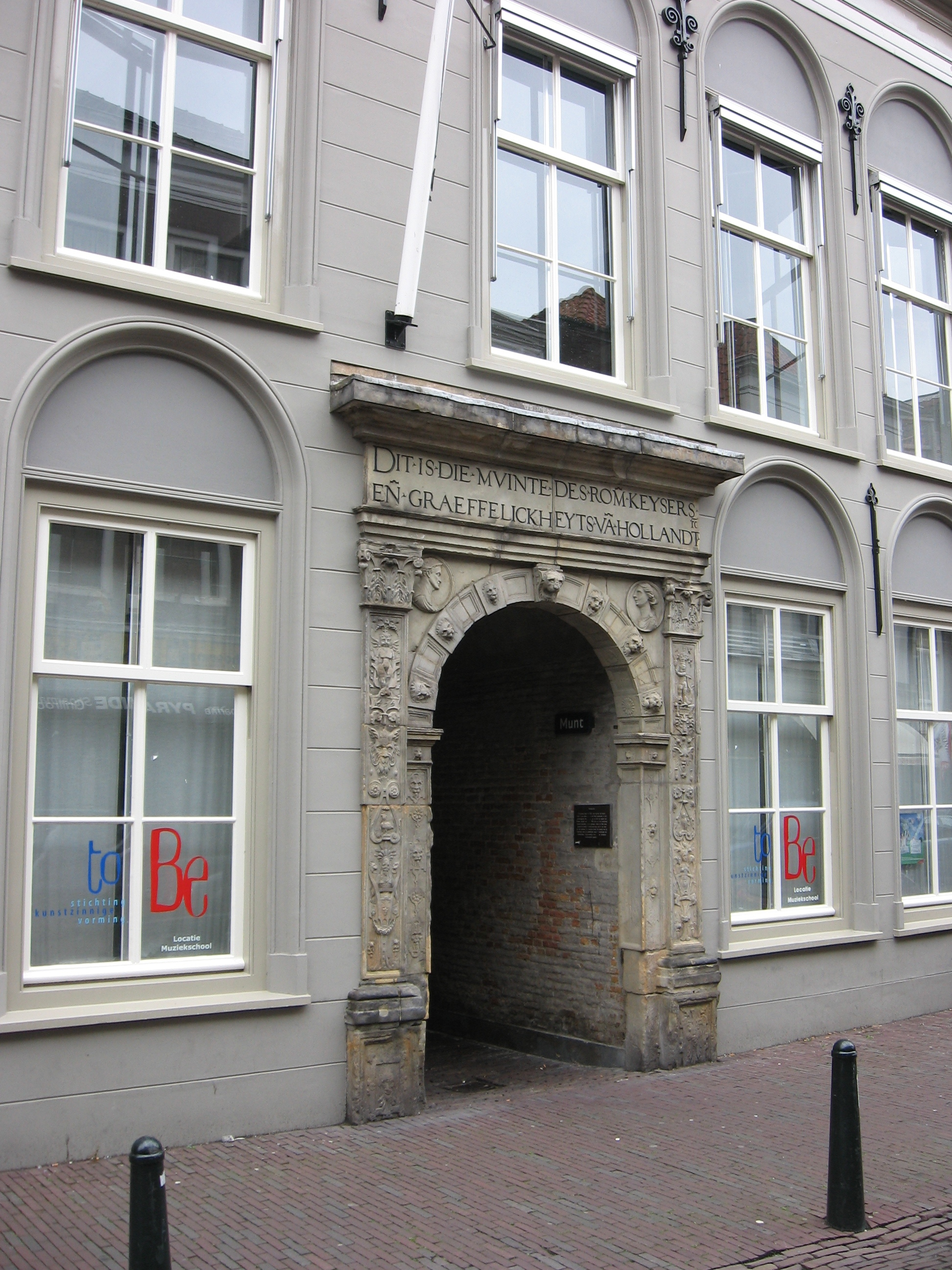
Munt van Holland

Una porta de gres, la Muntpoortje, de 1555 dona accés a Muntgebouw (la seca o casa de la moneda), on, des de 1367 fins a la clausura el 1806, es van encunyar monedes per als comtats d'Holanda i Zeeland. L'escut holandès penja a sobre de l'entrada de l'edifici principal. El Museu Dordrechts retrata el cap de la casa de la Moneda, pintat per Samuel van Hoogstraten el 1674.

### 'T Zeepaert

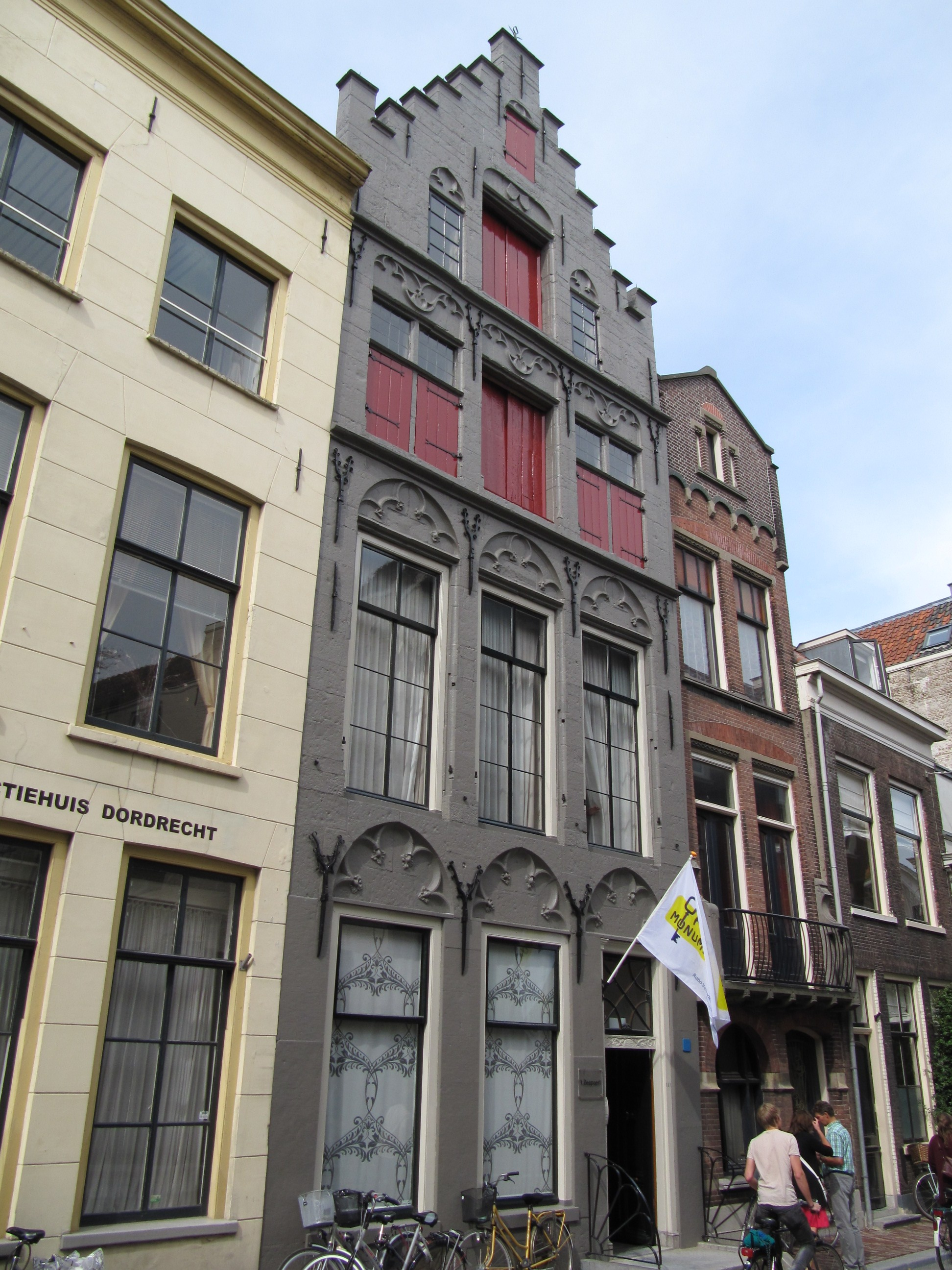
'T Zeepaert

Aquesta casa, construïda al voltant de 1495, és la més antiga de Dordrecht i és una de les cases més antigues dels Països Baixos. Les parets decoratives originals i les finestres encreuades adornen la façana gòtica tardana feta de pedra calcària de Namur. Ha estat la llar d'un fabricant de sabó, un cerveser i diversos comerciants. L'interior conté molts elements originaris de diversos períodes. L'edifici restaurat s'utilitza ara per a conferències.

### Augustijnenkerk

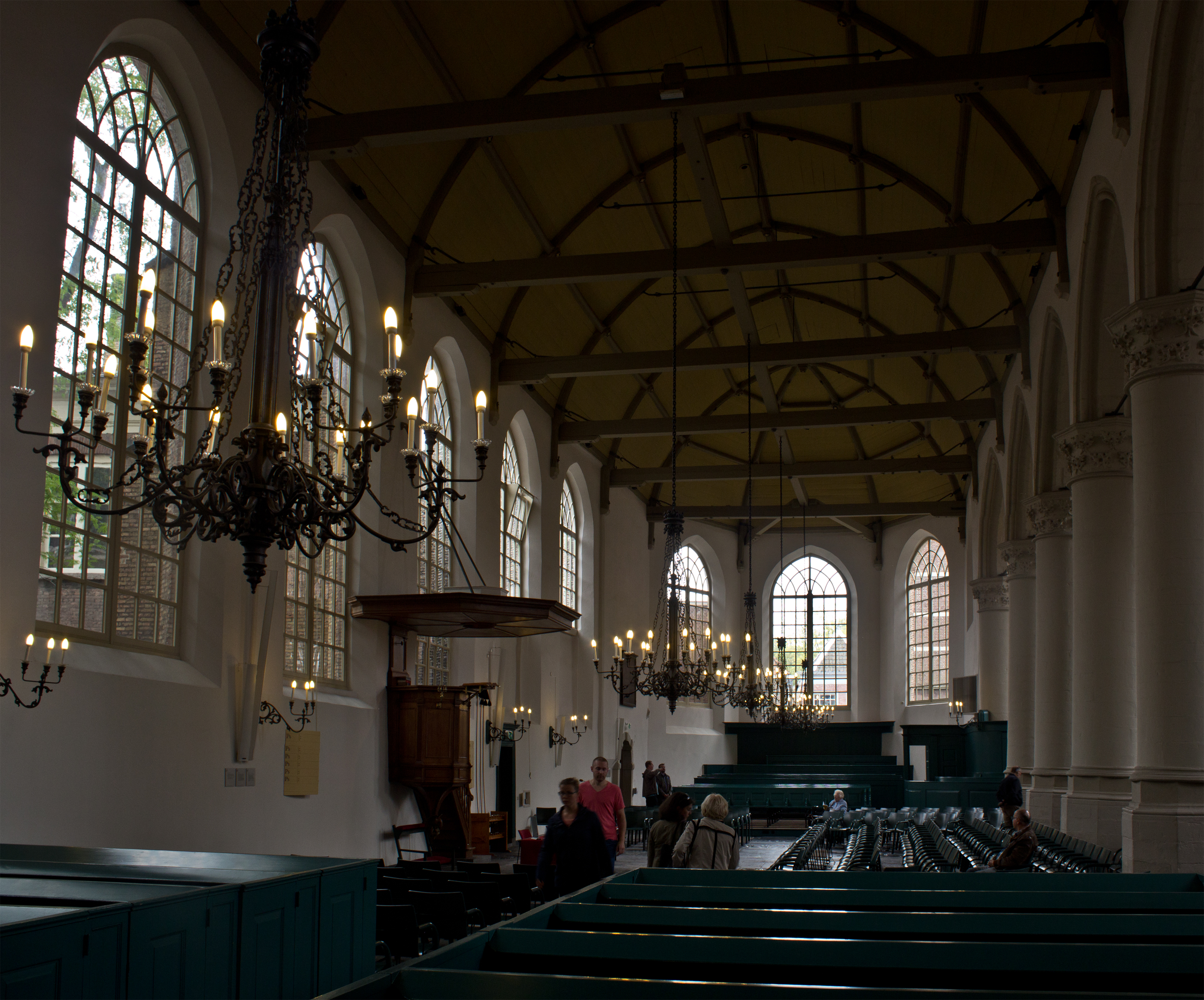
Augustijnenkerk (església de Sant Agustí)

L'edifici més important del monestir de Sant Augustí era l'església. Se'n desconeix el disseny original. Després d'un incendi el 1512, es va reconstruir i, el 1776, se'n va reconstruir la façana. És un exemple de l'estil anomenat Waterstaatstijl. Personalitats de Dordrecht (incloent Aelbert Cuyp) hi estan sebollits. En són elements destacats el púlpit, l'orgue Maarschalkerweerd, i la volta de canó de fusta.

### Kyck over den Dyck

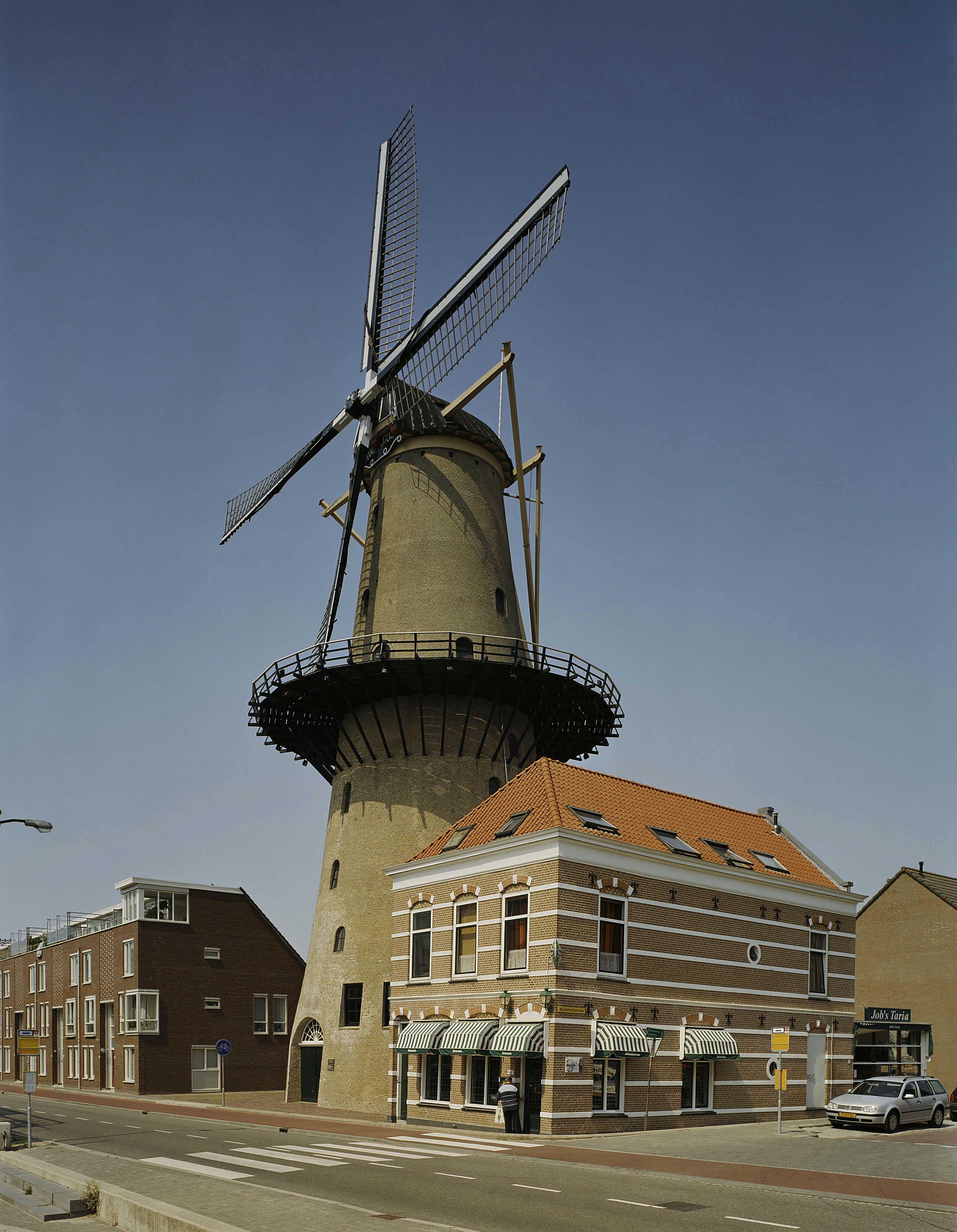
Kyck over den Dyck

Dels molts tipus diferents de molí de vent, de pòlder per a bombar l'aigua, per a serrar fusta, per a fer d'oli, i de malta, que anteriorment hi havia a Dordrecht, només en resta un: Kyck over den Dyck, un molí que sobresurt per sobre del dic Noordendijk. Aquest molí de malta, que va ser construït el 1713, va ser posteriorment utilitzat com a fariner. L'última restauració en va restablir aquest ús. El molí funciona els dissabtes, la plataforma exterior ofereix una vista esplèndida i la botiga ven productes del molí, que inclou farina i galetes.

### Grote Kerk

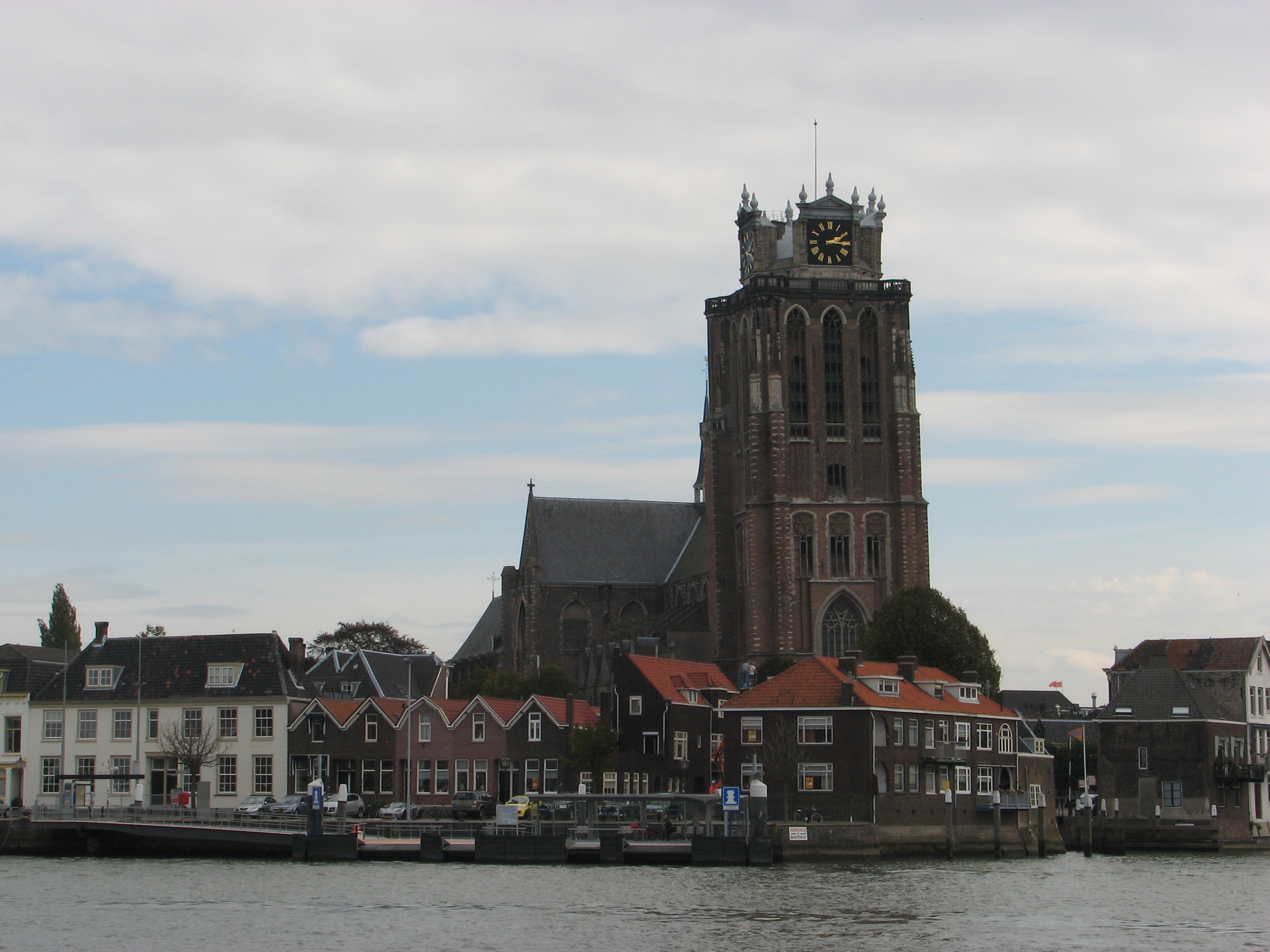
Grote Kerk

La Grote Kerk (la Gran Església), d'estil gòtic tardà, és el monument més famós de Dordrecht i un referent de la ciutat. Una característica sorprenent n'és la torre inclinada, que alberga un carilló de 67 campanes. L'església està construïda sobre el lloc d'una primitiva capella medieval i va adquirir la forma actual a la darreria del segle xv. De l'interior es pot destacar el cor de fusta tallada, el cor alt, el púlpit de caoba, l'orgue, les capelles i els vitralls. El Mariakoor és la part més antiga de l'església.
La construcció de la torre, que amb l'agulla havia de tenir una altura de 108 metres, es va començar a principi del segle xiv. Es va enfonsar durant la construcció i se'n va descartar el pla originari. La inclinació de la torre és de 2,25 metres respecte a la vertical, l'escala de caragol té 275 graons. El rellotge es van instal·lar el 1626.

### Huis van Gijn

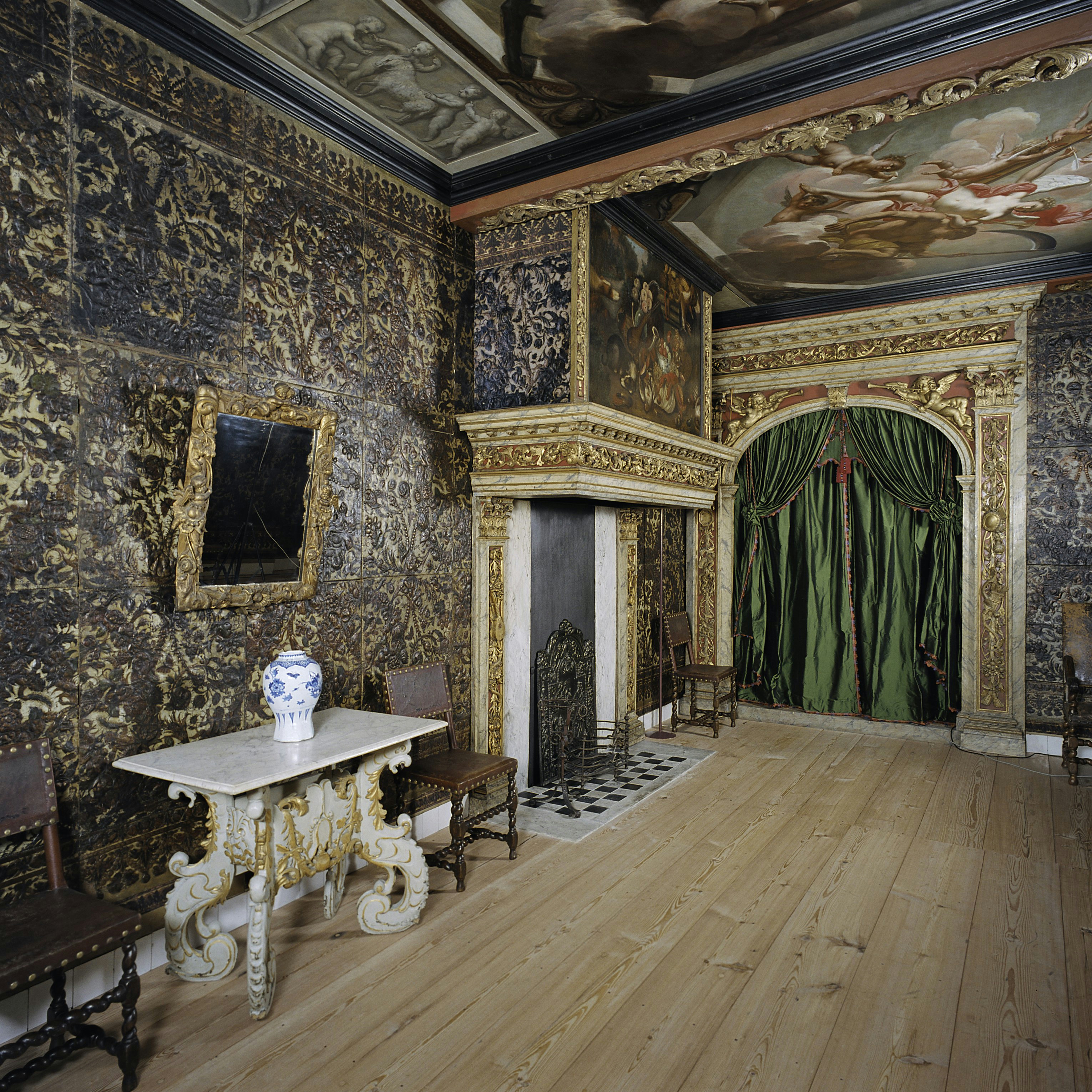
Interior del Huis van Gijn

Huis Van Gijn és l'antiga residència del banquer, advocat i col·leccionista Simon van Gijn, que hi vivia des de 1864 amb la seva esposa, Cornelia Vriesendorp. Una gran part de la casa està encara intacta i moblada a l'estil d'aquella època. Sembla que els Van Gijn hi podrien arribar a casa a qualsevol hora.
El Vriesendorpsalon, el menjador i el Tapijtenzaal (sala de catifes) reflecteixen el luxe de la vida de la classe alta. Quina era la jornada laboral d'una criada? Què hi havia al menú? I com paraven una taula? Una visió de la vida quotidiana normal d'una família de classe alta al voltant de 1900.

### Het Hof

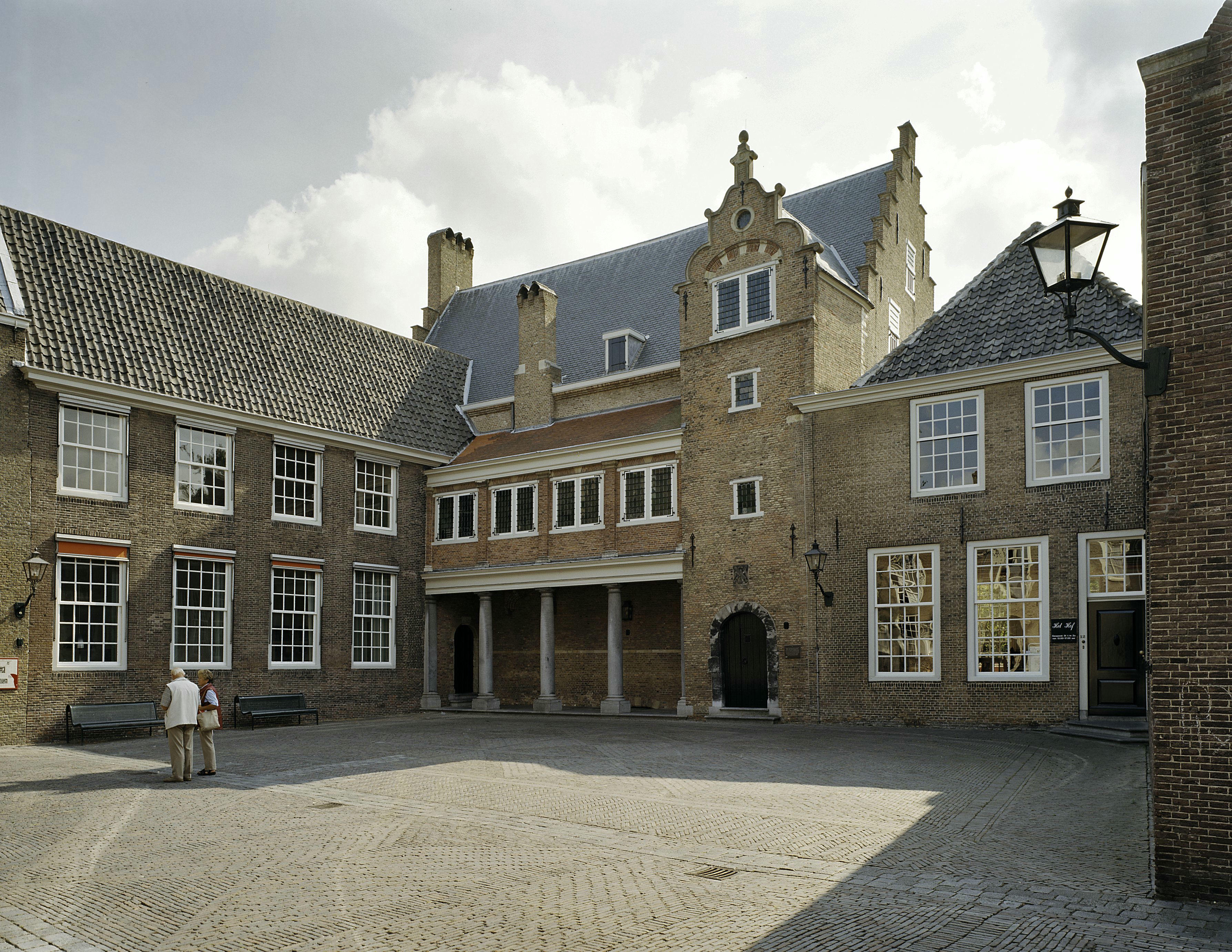
Het Hof

Het Hof van Nederland és un lloc històric de gran importància. Va ser aquí el 1572 que es va establir la base per a la República Neerlandesa independent, precursora de l'actual Regne dels Països Baixos. A Dordrecht, representants de totes les ciutats dels Països Baixos varen celebrar la Primera Assemblea dels Estats Lliures (Eerste Vrije Statenvergadering). Aquesta reunió secreta va ser un acte de rebel·lió contra el rei Felip II d'Espanya.
El complex està situat al centre de la ciutat, i consisteix en una sèrie d'edificis connectats internament al voltant d'una plaça. Quatre portes d'entrada connecten Het Hof amb la ciutat vella en totes direccions. Els ciutadans utilitzen el pati com una drecera a través de la ciutat. En restaurar el monument nacional, l'edifici es considerava la principal peça del museu.

### Groothoofdspoort

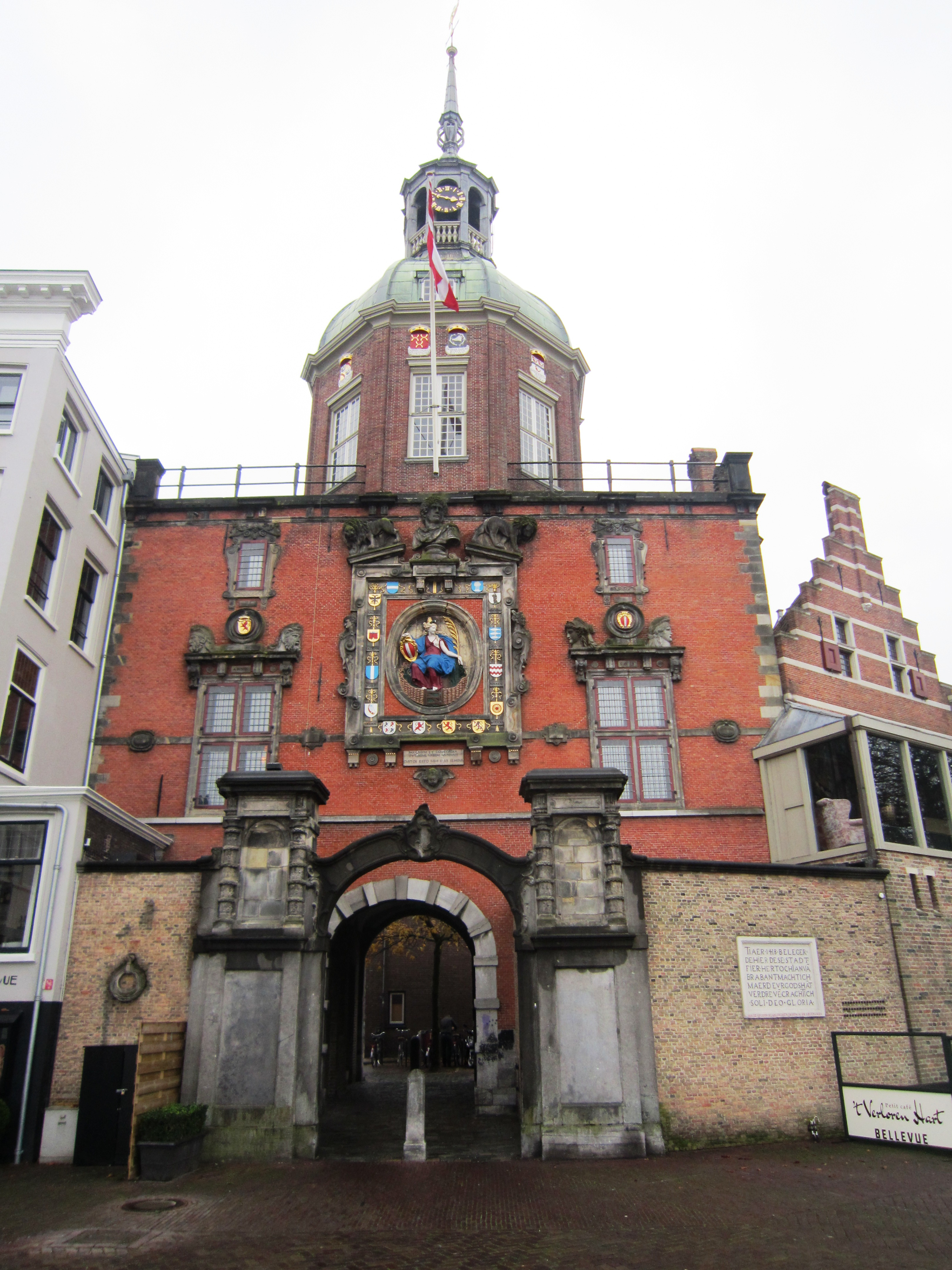
Groothoofdspoort

Aquest edifici era la porta d'entrada a la ciutat per l'aigua. Està situat a la confluència de tres rius, Merwede, l'Oude Maas i el Noord.
Tot i que es va començar el disseny de l'edifici al segle xiv, la part principal de l'estructura no es va completar fins a principi del segle xv. Els detalls gòtics que són visibles eren trets arquitectònics comuns de l'època. Pocs edificis d'aquest període han sobreviscut. La torre es va afegir posteriorment, el 1618. El relleu que hi ha damunt la porta mostra la donzella Dordrecht asseguda al «Jardí d'Holanda». A la mà esquerra té una branca de palma i a la dreta l'escut de la ciutat de Dordrecht. Sota el relleu, hi ha una inscripció en llatí que diu: "La unitat i la pau són la millor defensa per a una ciutat. Que el meu Déu em protegeixi". Al voltant de la donzella, hi ha els escuts de 16 ciutats holandeses. Començant a la cantonada superior dreta (el monjo), es poden veure els escuts de Monnickendam, Enkhuizen, Asperen, Heusden, Schiedam, Vlaardingen, Geertruidenberg, Schoonhoven, Hoorn, Weesp, Leerdam, Naarden, Muiden, Medemblik i Grootebroek. Són les 16 ciutats que varen formar part de la rebel·lió que va conduir a la secessió d'Espanya (Guerra dels Vuitanta anys). A l'altre costat de la torre hi ha un altre relleu que mostra la cimera de Dordrecht, sostinguda per dos grius.

## Personatges il·lustres
- Nicolaas Bloembergen (1920), físic, Premi Nobel de Física de l'any 1981
- Johan de Witt (1625 - 1672) polític
- Christian Hollander (c. 1510-15 - 1589), compositor
- Willem Kes, violonista i director d'orquestra
- Hugo van Dalen (1888-1967), pianista, compositor i director d'orquestra.
- Cornelis van der Linden (1839-1918), compositor i director d'orquestra.